# Hong Kong Basic Law
Das Hong Kong Basic Law (deutsch: Grundgesetz von Hong Kong) ist ein Gesetz der Volksrepublik China, welches als organisches Gesetz für die Sonderverwaltungszone Hongkong dient. Es wurde am 4. April 1990 auf der 3. Tagung des 7. Nationalen Volkskongress verkündet und trat am 1. Juli 1997 am Tag nach der Übergabe durch die Briten in Kraft.

## Geschichte
Am 10. April 1985 wurde vom Nationalen Volkskongress (3. Sitzung des 6. NVK) ein Komitee zur Schaffung eines Grundgesetz für Hong Kong gegründet unter der Leitung von Ji Pengfei.